# Ҽ
La Ҽ, minuscolo ҽ, è una lettera dell'alfabeto cirillico. Viene usata oggi nella versione del cirillico per la lingua abcasa, dove rappresenta la consonante /ʈʂ/. È stata costruita sulla base della lettera latina C. È posta tra la Ҷ e la Ҿ nell'alfabeto abcaso.
Può essere traslitterata in alfabeto latino usando le lettere č, ċ, ç̄ o ćh, o, nella variante georgiana, usando ჩə.